# Mangusta černonohá
Mangusta černonohá (Bdeogale nigripes) je mangusta z čeledi promykovitých. Pochází ze střední Afriky. Obývá hluboké listnaté lesy od východní Nigérie po jižní Konžskou demokratickou republiku. Od roku 2008 je na Červeném seznamu IUCN uvedena jako málo dotčená. Je všežravá. Živí se mravenci, termity, rovnokřídlými, malými hlodavci, žábami, ještěrkami a ovocem. Je noční a samotářská. 
Výsledky genetických a morfologických analýz naznačují, že mangusta černonohá je blízce příbuzná či konspecifická s mangustou Jacksonovou (Bdeogale jacksoni).